# Hague Bar
Hague Bar – wieś w Anglii, w hrabstwie Derbyshire, w dystrykcie High Peak. Leży 62 km na północny zachód od miasta Derby i 244 km na północny zachód od Londynu.